# 科巴萊斯庫島
科巴萊斯庫島（英語：Cobalescou Island）是南極洲的島嶼，位於帕默群島的圖哈默克島南端，處於韋伊卡角東南面1.2公里，由比利時探險隊發現和命名，現時由南極條約體系管理。